# هانز سوس
هانز سوس (بالإنجليزية: Hans Suess)‏ (و. 1909 – 1993 م) هو فيزيائي، وعالم نووي من النمسا . ولد في فيينا. وكان عضواً في الأكاديمية الأمريكية للفنون والعلوم .
توفي في لاهويا، عن عمر يناهز 84 عاماً.

## التعليم
تعلم في جامعة فيينا

## جوائز
حصل على جوائز منها:
- زمالة غوغنهايم.